# Sergey Fokichev
Sergey Fokichev (en russe: Сергей Ростиславович Фокичев), né le 4 février 1963 à Tcherepovets est un patineur de vitesse spécialiste du 500 mètres.
En 1984, lors des Jeux olympiques de Sarajevo, il devient champion olympique du 500 mètres lors de sa première année au niveau international. Il a également participé aux Jeux olympiques d'hiver de 1988 à Calgary, terminant à la quatrième place à 5 centièmes du podium.